# Beatriz Ferrer-Salat

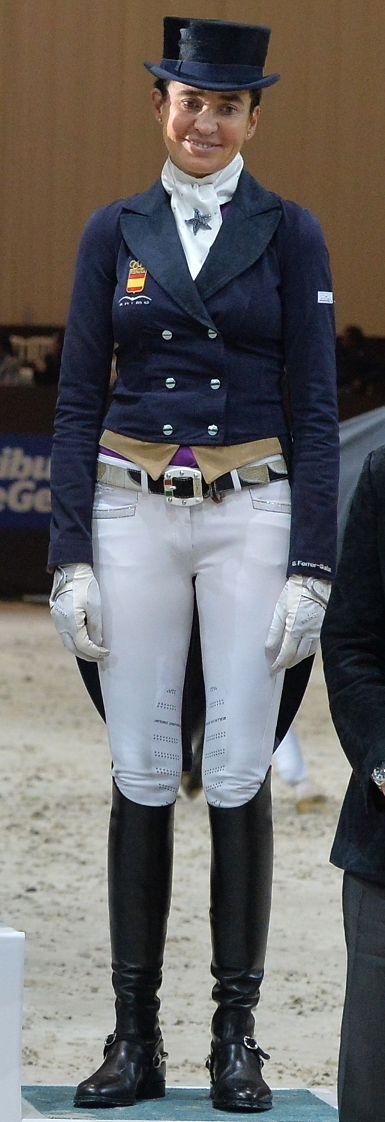
Beatriz Ferrer-Salat (2016)

Beatriz Ferrer-Salat Serra di Migni (* 11. März 1966 in Barcelona) ist eine spanische Dressurreiterin der klassischen Schule.

## Erfolge
Bei den Weltreiterspielen in Jerez de la Frontera 2002 konnte Ferrer-Salat erste Medaillenerfolge feiern. Sie gewann Bronze mit der Mannschaft und Silber in der Einzelkonkurrenz. Diesen Erfolg konnte sie bei den Olympischen Spielen 2004 in Athen fortsetzen. Mit der spanischen Nationalmannschaft erreichte sie hinter den Deutschen den Silberrang. Auch im Einzelwettbewerb zeigte sie eine ausgezeichnete Leistung und konnte sich so in einem starken Feld die Bronzemedaille sichern. Geschlagen geben musste sie sich lediglich der deutschen Ulla Salzgeber und der Olympiasiegerin Anky van Grunsven aus den Niederlanden. Bei den Olympischen Spielen 2008 in Peking trat sie mit Fabergé an, blieb aber ohne Medaillen. Bei den Europameisterschaften in Aachen 2015 erritt sie sich in der Grand Prix Kür die Bronzemedaille.